# 鈴木てるえ
鈴木 てるえ（すずき てるえ、本名：榎木輝江、1970年1月10日 - ）は、日本の女優。東京都江東区大島出身。旧芸名は鈴木輝江。

## 人物・略歴
2代目あばれはっちゃくのヒロイン。夫は俳優の榎木孝明。
1989年、芸名を鈴木てるえに改名する。

## 出演

### テレビドラマ
- 大江戸捜査網 第197話「流血の侍志願」（1975年、12ch / 三船プロ）
- 太陽にほえろ! 第165話「回転木馬の女」（1975年9月12日、日本テレビ）
- 俺たちの朝 第33話「海男と飛行機野郎と女の微笑み」 （1977年、日本テレビ） - ユリ
- 達磨大助事件帳 第3話「父子だるま」（1977年、テレビ朝日 / 前進座 / 国際放映） - 加代
- 若さま侍捕物帳 （テレビ朝日）
  - 第3話「参上!! 涙の大脱走」（1978年6月8日） - おゆき
  - 第7話「参上!! 悪魔の使者」（1978年7月13日） - 人質の少女
  - 第17話  「参上!! 子ども鼠」」（1978年10月12日） - お信
- 江戸の鷹 御用部屋犯科帖 （1978年、テレビ朝日）
- 破れ新九郎 第13話「激闘!えんま長屋の合戦」（1978年、テレビ朝日 / 中村プロ） - お咲
- そば屋梅吉捕物帳 第9話「遠山桜も男泣き」（1979年、12ch / 国際放映） - なほ
- 男!あばれはっちゃく（1980年 - 1982年、テレビ朝日）
- ハウスこども傑作劇場「わたしのママはしずかさん」（1982年8月24日、テレビ朝日）
- Gメン'82 第7話「指の無いサンタクロース」（1982年、TBS） - 木下こずえ役
- 月曜ワイド劇場「女性万引ガードマン」（1983年 - 1984年、テレビ朝日）
- 幽霊シリーズ「幽霊同窓会 少女誘拐! 真犯人は同級生?」（1984年12月8日、テレビ朝日）
- 火曜ゴールデンワイド「欲シガリマセン勝ツマデハ」（1985年8月6日、日本テレビ）
- 東芝日曜劇場 第1684回「春が来た」（1989年4月30日、TBS）
- 花王 愛の劇場「花嫁」（1991年、TBS）- 根岸マキ 役
- 花王 愛の劇場「ひとり家族」（1994年、TBS）
- 花王 愛の劇場「もういちど家族」（1995年、TBS）
- 浅見光彦シリーズ「横浜殺人事件」（1996年、フジテレビ）